# Ten třetí je navíc
Ten třetí je navíc (Third Man Out) je kanadsko-americký hraný film z roku 2005, který režíroval Ron Oliver. Film byl natočen podle románu Richarda Stevensona o soukromém detektivovi Donaldu Stracheym.

## Děj
Soukromý detektiv Donald Strachey a jeho přítel Timmy Callahan, který pracuje jako asistent senátorky Dianne Glassmanové, se právě přestěhovali do Albany, kde renovují dům. Na Donalda se obrátí kontroverzní aktivista za práva gayů John Rutka s prosbou o ochranu. Právě byl přepaden ve svém domě a obává se o svůj život. Rutka zveřejňuje informace o známých osobnostech, které svou sexuální orientaci tají, čímž si nadělal mnoho nepřátel. Donald však způsob jeho aktivismu odmítá a nechce případ převzít. Přesto se posléze nechá přesvědčit, ale začne zjišťovat, že mu Rutka a jeho přítel Eddie Santin zatajují důležité informace. Odmítne tedy další spolupráci. Krátce nato je však Rutka zavražděn a Donald se vydává pátrat po viníkovi. Stopy vedou do vysokých pater politiky a katolické církve, přesto se v případu vyskytne nečekaný zvrat, který donutí Donalda k zásadnímu rozhodnutí.

## Obsazení
| Chad Allen          | Donald Strachey           |
| Sebastian Spence    | Timmy Callahan            |
| Jack Wetherall      | John Rutka                |
| Woody Jeffreys      | Eddie Santin              |
| Sean Youngová       | Ann Rutka                 |
| April Telek         | Alice Savage              |
| John Moore          | biskup McFee              |
| Alf Humphries       | kněz Morgan               |
| P. Lynn Johnson     | senátorka Dianne Glassman |
| Kirsten Williamson  | Meredith                  |
| David Palffy        | Bruno Slinger             |
| Colin Lawrence      | Cole                      |
| Mary Belle McDonald | Eleanor                   |
| Anthony O'Clery     | Redd Koontz               |
| Daryl Shuttleworth  | detektiv Sean Bailey      |
| Sean Carey          | Ronnie Linklater          |
| Matthew Rush        | Dik Steele                |
| Nelson Wong         | Kenny Kwon                |
| Kevin Blatch        | Nathan Zenck              |
| Richard Cox         | Howie Glade               |